# Lignicida echana
Lignicida echana là một loài bướm đêm trong họ Erebidae.